# Volcán del Diablo

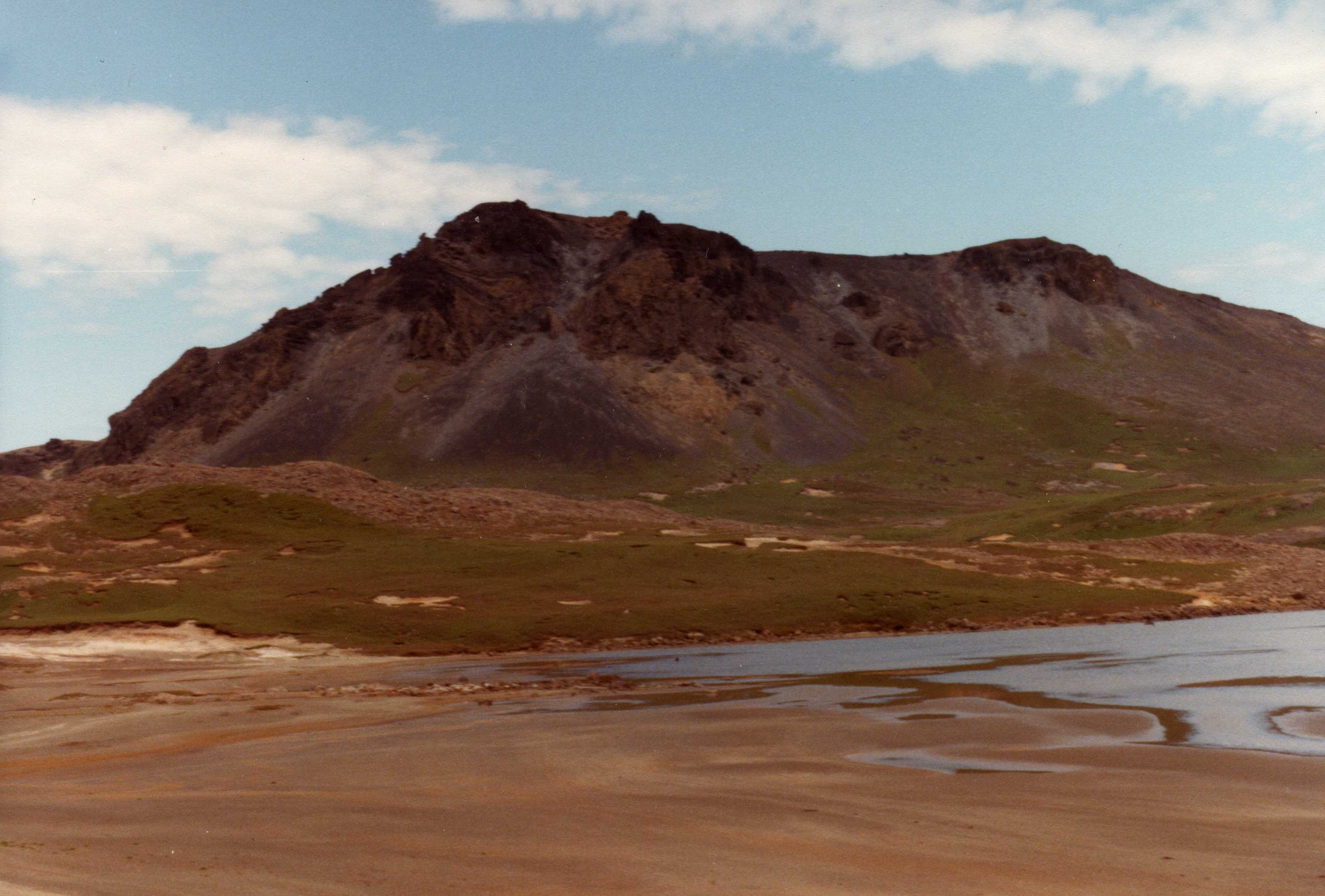
Vista del volcán del Diablo

El volcán del Diablo es una montaña del archipiélago de los Kerguelen, un archipiélago del Francia ubicado en Océano Índico y formando parte de Tierras Australes y Antárticas Francesas.
La cumbre que culmina a 315 mètres 315 mètres de altitud se encuentra en Gran Tierra, al noroeste del istmo que permite acceder a la casi isla Jeanne de Arco. El volcán del Diablo está rodeado al noreste por el lago Negro, al norte por el lago de Argoat, al noroeste por el lago de Infierno, al sur por la ensenada del Volage y al sudeste por la meseta de los Lagos.
- Datos: Q3562713
- Multimedia: Volcan du Diable / Q3562713